# Süleyman Demirel
Sami Süleyman Gündoğdu Demirel (İslamköy, 1. studenog 1924. – Ankara, 17. lipnja 2015.) turski političar, koji je sedam puta obnašao dužnost premijera i bio 9. predsjednik Turske.

## Životopis
Rođen je u mjestu İslamköy, pokrajina Isparta. Nakon završetka osnovne škole u rodnom mjestu, ide na daljnje obrazovanje. Diplomirani je građevinski inženjer. Kao vrlo mlad i sposoban, bio je na usavršavanju u SAD-u, a kasnije je u struci radio na mnogim visokim položajima. 
Već s 30 godina bio je generalni direktor Državnog odjela za brane, te je za razvoj svoje domovine učinio najviše što je mogao. Nadgledao je gradnju mnogih brana, elektrana, i postrojenja za navodnjavanje. U politiku je ušao vrlo rano. Prvo je pripadao Stranci prava (Adalet Partisi). U toj organizaciji se istaknuo, pa je na drugoj velikoj stranačkoj konvenciji izabran za predsjednika stranke, sa samo 40 godina starosti.
Navodno je njegov izbor za predsjednika AP-a žestoko podupirao Cemal Gürsel, 4. predsjednik Turske. Kada je 27. svibnja 1960. izvršen puč, Cemal je izabran za šefa države, a Süleymanu je povjeren posao sastavljanja vlade. Stvorio je koalicijsku vladu, ali je na izborima 1965. njegova stranka stvorila većinsku vladu jer je bila jedini pobjednik izbora. Süleyman je bio premijer sedam puta, sve do 12. rujna 1980. godine, kada se dogodio puč kojeg predvodi Kenan Evren.
Ključni politički akteri tijekom Evrenove vladavine su Süleyman koji je desno orijentiran i Bülent Ecevit, ljevičarski vođa. Nakon puča 1980., Demirelu je 10 godina zabranjeno sudjelovanje u aktivnoj politici. No, on se ne miri s tom odlukom i 1987. održan je referendum kojim se on vratio u politiku i protivio se Evrenovoj "vlasti". Kako se AP ugasio, osnovana je Stranka pravog puta, (Danas Demokratska stranka), čiji je on prvi vođa, od 1983. do 1993. Kada je Turgut Özal iznenada umro 1993., Velika turska narodna skupština bira ga za predsjednika. Priseže 16. svibnja 1993., a odstupa s vlasti na isti datum sedam godina poslije. Bio je jedan od stranih državnika koji su bili na pokopu predsjednika Franje Tuđmana. Oženjen je sa suprugom Nazmiye, ali nema djece.
Nadimci su mu Baba (Otac) i Çoban Sülü (Pastir Süleyman).